# Kamp Manjača

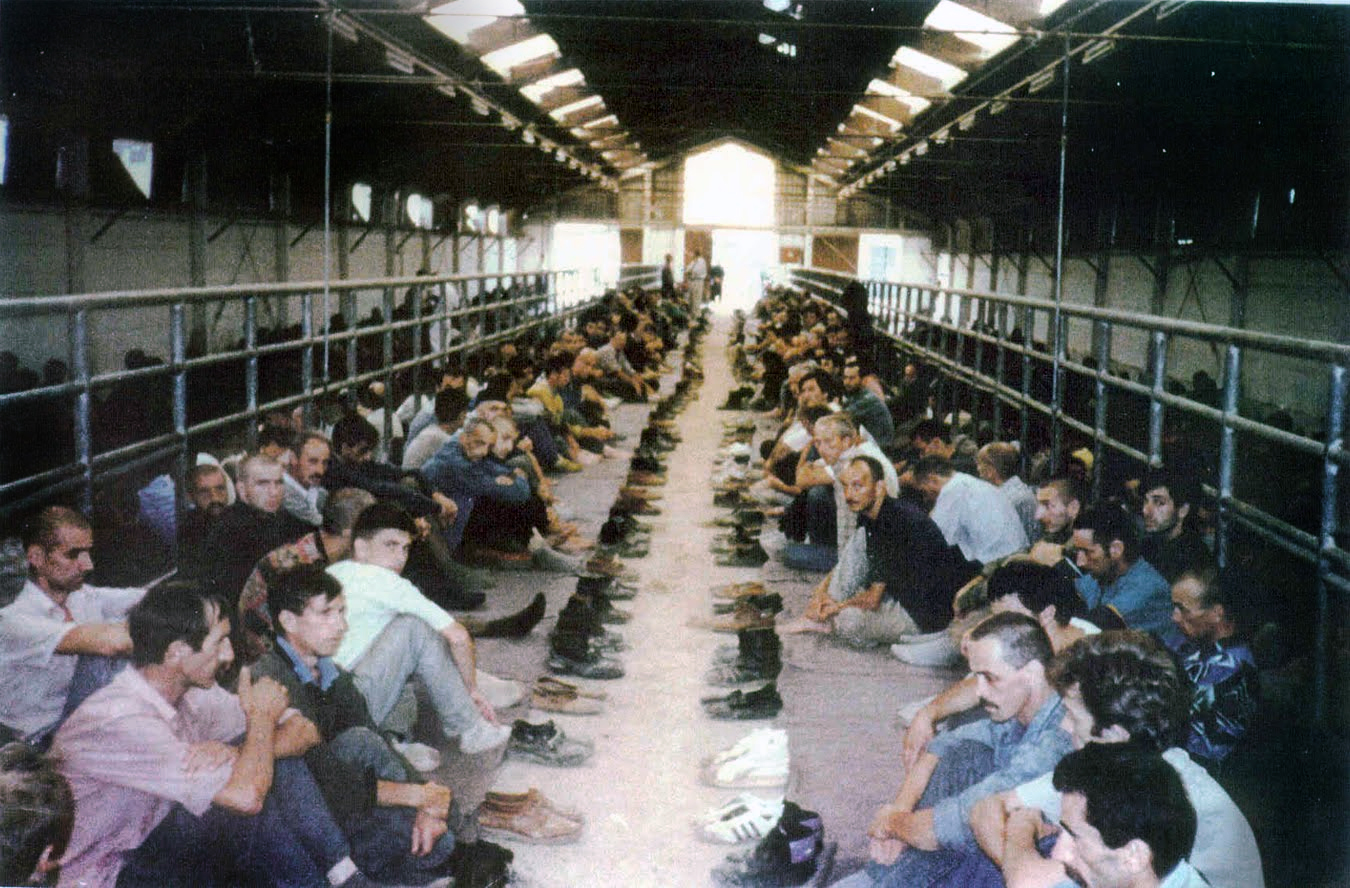
Kamp Manjača 1992 (ICTY)

Kamp Manjača was een detentiekamp op de berg de Manjača, nabij Banja Luka in het Noorden van Bosnië en Herzegovina.
Het kamp werd in 1991 opgericht door de JNA (het toenmalige Joegoslavische Nationale Leger) en de autoriteiten van de Servische Republiek om  Kroatische krijgsgevangenen vast te houden. Pas later, toen de Bosnische Oorlog uitbrak, werden er ook Kroatische en Bosnische burgers opgesloten. Het kamp veranderde toen van een krijgsgevangenenkamp in een concentratiekamp. Het Internationale Rode Kruis schat dat er 3700 mensen in het kamp gevangen werden gehouden. Doordat de in Manjača vastgehouden gevangen regelmatig werden overgeplaatst naar andere kampen zoals Kamp Keraterm en de kampen van  Omarska en Trnopolje, zijn de exacte cijfers onduidelijk.
De meeste ooggetuigen vertellen dat het kamp voornamelijk door mannelijke gevangenen van 18 tot 60 jaar oud bevolkt werd. Met name prominente burgers zoals politieke en religieuze leiders, intellectuelen en succesvolle zakenlieden kwamen in het kamp terecht. In het voorjaar van 1992 zou er ook een kleine groep vrouwen in het kamp vastgehouden en verkracht zijn. Het kamp werd gerund door het Servische leger, dat bleef volhouden dat er geen burgers maar uitsluitend krijgsgevangenen in het kamp werden opgesloten.
In 1992 sloot het kamp door de internationale druk die ontstond toen de concentratiekampen in het conflictgebied de aandacht van de media kregen. In 1995 werd het echter opnieuw geopend. In totaal hebben waarschijnlijk tussen de 4500 en 6000  mensen uit voornamelijk Banja Luka en Sanski Most in het kamp verbleven. Aan het einde van de oorlog werden in de omgeving van het kamp 85 lichamen gevonden die met het kamp in verband worden gebracht. Nog ongeveer 1000 mensen die uit de omgeving van Sanski Most naar Manjača  werden gebracht worden vermist.